# エディブル・フラワー
エディブル・フラワー（英: edible flower）は、植物の花を食材として用いること、また、食用に供せられる花のことである。食用花（しょくようか）ともいう。狭義には味ではなく食卓の彩りを目的として使用されるものを指す。広義にはブロッコリーやカリフラワーのように味や栄養を目的として野菜として食用にされるものや、ボリジやタイムなど香りを楽しむハーブとしても利用されているものも含む。

## 概要
花を食べる文化は世界中に存在する。日本でも、ふきのとうや菜の花が季節の野菜になっているほか、黄色の「阿房宮（あぼうきゅう）」やピンク色の「もってのほか」という菊の花（食用菊）がおひたしや酢の物として食べられたり、刺身のつまなどに用いられたりしている。桜の塩漬けは桜湯や和菓子などに使われて楽しまれている。中国ではニラや金針菜の蕾（つぼみ）が食材として、キンモクセイの砂糖漬けやバラの花弁が菓子に用いられる。東南アジアなどではバナナの花がサラダなどに利用される。ヨーロッパでも数百年も昔から、花が食卓の飾りだけでなく食用にされており、これが1980年代に日本で増加し始めたイタリアン・レストランでサラダなどに取り入れられ、欧州の食用花の文化が知られるようになった。
それぞれの花に独特の香りや、蜜に由来する甘みがある。無味に近い種も多く、食材として野菜ほどの普及してはいない。色鮮やかさで目を引くことが主な用途であるが、ビタミンや食物繊維など栄養素を含む。よく用いられるのは上記のほか、キンレンカ、ペチュニア、キンギョソウ、セキチクなどである。
日本では、1967年に桜草の栽培から始めた愛知県豊橋市が、国内生産の約9割を占めるようになった。豊橋温室園芸農協がエディブルフラワー部会を設けており、ビオラ、トレニア、コスモスなども栽培・出荷している。
現在でも人目をひくためのパーティ料理などではそれなりの需要があり、個人でも購入が可能である。ただ、鉢植えでも切り花でも、観賞用に販売されているものは、食用を前提としない種類の農薬や延命剤（花持ちをよくするための薬）などが使われていることがあり、食用品種であっても健康被害のリスクがある。このため食用に販売されているものを購入するか、消費者自身が手元で管理して育てたものを使うべきである。

## 食べられる花の例
作物群分類では野菜類（大作物群）の下位のグループに食用花（中作物群）として分類されている。また、食用花（中作物群）以外のグループにも花が利用されることが注記されているものがある。
| 大作物群 | 中作物群 | 小作物群         | 作物名               | 備考 |
| -------- | -------- | ---------------- | -------------------- | --- |
| 野菜類   | 食用花   | －               | かんぞう（花）       | 学名：Hemerocallis sp. |
| 野菜類   | 食用花   | －               | 食用あさがお         | |
| 野菜類   | 食用花   | －               | 食用アスター         | 学名：Callistephus chinensis、別名：エゾギク                                                                                      |
| 野菜類   | 食用花   | －               | 食用アリッサム       | |
| 野菜類   | 食用花   | －               | 食用インパチェンス   | 学名：Impatiens walleriana、別名：アフリカホウセンカ                                                                              |
| 野菜類   | 食用花   | －               | 食用エキザカム       | 学名：Exacum affine |
| 野菜類   | 食用花   | －               | 食用カーネーション   | 学名：Dianthus caryophyllus |
| 野菜類   | 食用花   | －               | 食用ぎく             | 学名：Chrysanthemum morifolium 酢の物や胡麻和え、刺身のつまなどに用いる。                                                         |
| 野菜類   | 食用花   | －               | 食用金魚草           | 学名：Antirrhinum majus。 えぐみは少なく色合いも良い。収量性はよいが草丈が高くなるため作業性は悪い。                              |
| 野菜類   | 食用花   | －               | 食用きんせんか       | 学名：Calendula officinalis。 えぐみはほとんど無く色合いも良い。                                                                  |
| 野菜類   | 食用花   | －               | 食用コスモス         | 学名：Cosmos bipinnatus 萼と花芯をとって、サラダなどの彩りに使われる。                                                            |
| 野菜類   | 食用花   | －               | 食用シネラリア       | 学名：Pericallis spp. |
| 野菜類   | 食用花   | －               | 食用ストック         | 学名：Mathiola incana。 かいわれ大根に似た食味でサラダなどに利用。                                                                |
| 野菜類   | 食用花   | －               | 食用せんにちこう     | 学名：Gomphrena globose 花色は紅紫、赤、白、ピンクなどがある。ドライフラワーは焼き菓子に入れて使われる。                          |
| 野菜類   | 食用花   | －               | 食用トルコギキョウ   | |
| 野菜類   | 食用花   | －               | 食用トレニア         | 学名：Torenia fournieri 萼の部分をとり、付け合わせや、サラダに散らして使われる。                                                  |
| 野菜類   | 食用花   | －               | 食用ナスタチウム     | 学名：Tropaeolum majus、別名：キンレンカ、ナスターチウム。 食味はやや辛みがある。収量性は良いがつる性のため栽培の作業性はやや悪い |
| 野菜類   | 食用花   | －               | 食用ナデシコ         | 学名：Dianthus spp. |
| 野菜類   | 食用花   | －               | 食用パンジー         | 学名：Viola tricolor |
| 野菜類   | 食用花   | －               | 食用ヒメヒマワリ     | |
| 野菜類   | 食用花   | －               | 食用プリムラ         | 別名：食用さくらそう |
| 野菜類   | 食用花   | －               | 食用ベゴニア         | |
| 野菜類   | 食用花   | －               | 食用ペチュニア       | 学名：Petunia spp. |
| 野菜類   | 食用花   | －               | 食用べにばな（花）   | 学名：Carthamus tinctorius。 花は小さいが収量性は良く、えぐみも少ない。                                                           |
| 野菜類   | 食用花   | －               | 食用ペンタス         | 学名：Pentas lanceolata |
| 野菜類   | 食用花   | －               | 食用ミニバラ         | 学名：Rosa spp. ビタミンCを含む。ケーキの飾りや飲み物などに使われる。                                                             |
| 野菜類   | 食用花   | －               | 食用モモイロタンポポ | |
| 野菜類   | 食用花   | －               | 食用やぐるまぎく     | 学名：Centarurea cyanus |
| 野菜類   | 食用花   | －               | 食用ラベンダー       | 学名：Lavandula angustifolia |
| 野菜類   | 食用花   | －               | 食用リナリア         | |
| 野菜類   | 食用花   | －               | 食用ルドベキア       | 学名：Rudbeckia spp.、別名：オオハンゴンソウ                                                                                      |
| 野菜類   | 食用花   | －               | 花オクラ             | 学名：Abelmoschus esculentus (L.) Moench.                                                                                         |
| 野菜類   | 鱗茎類   | 鱗茎類（葉物）   | にら（花茎）         | |
| 野菜類   | 鱗茎類   | 鱗茎類（葉物）   | にんにく（花茎）     | |
| 野菜類   | うり類   | うり類（未成熟） | きゅうり（花）       | 花丸胡瓜（花胡瓜）。キュウリの若い実を黄色い花ごと摘み取ったもの。刺身のつまなどに用いる。                                        |
| 野菜類   | うり類   | うり類（未成熟） | ズッキーニ（花）     | |
| 野菜類   | －       | －               | しそ（花穂）         | |
| 野菜類   | －       | －               | 食用さくら（花）     | 塩漬けの花をアンパンなどの和菓子、桜湯などに利用する。                                                                            |
| 野菜類   | －       | －               | みょうが（花穂）     | |

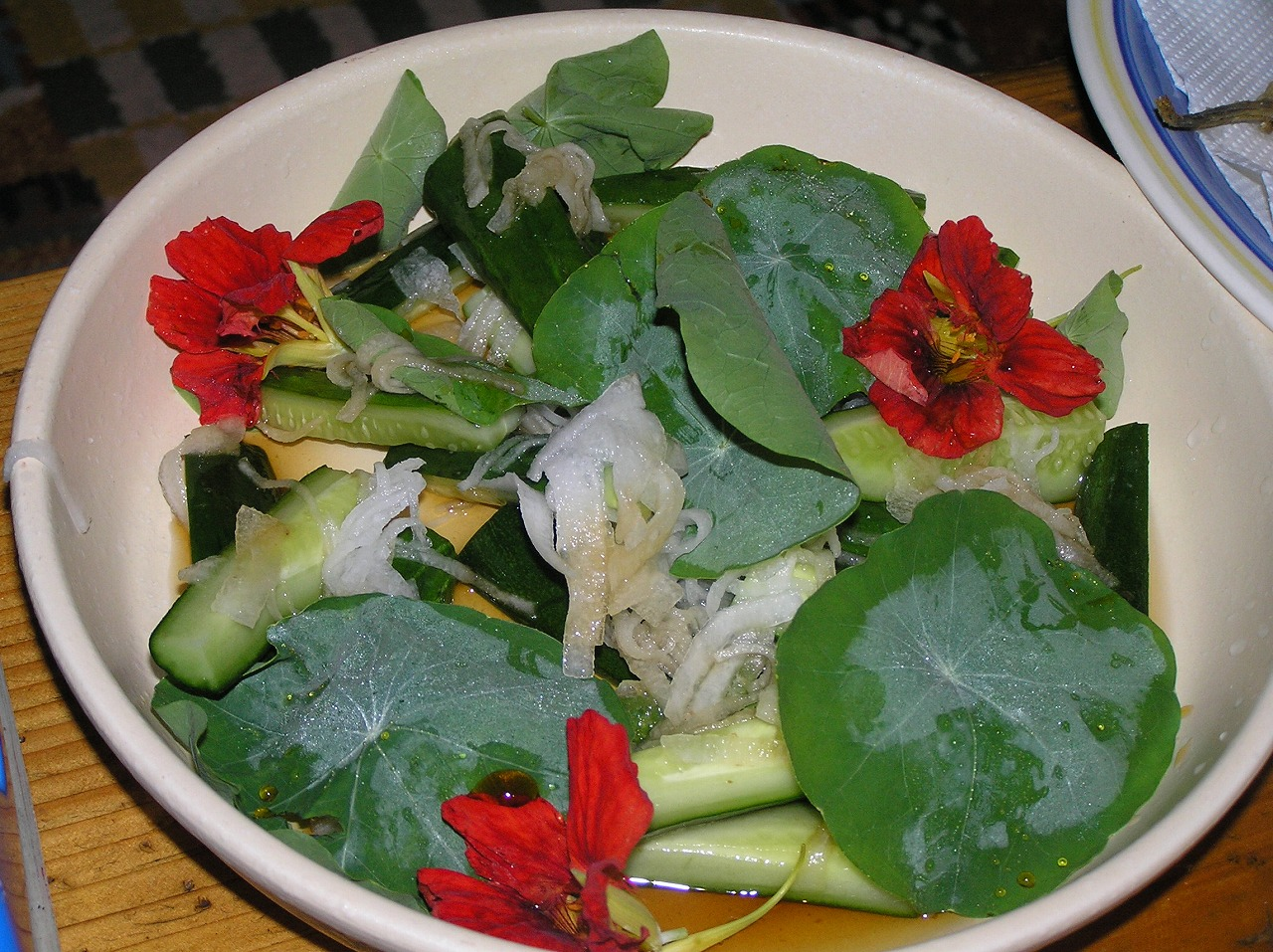
キンレンカを使ったサラダ

以上は作物群分類で野菜類（大作物群）に分類されるもののうち、食用花（中作物群）に属するもの、または作物名に花の利用が明記されているものである。このほかに以下の花も利用される。
- 食用チューリップ（花）[8]
- ユリ（花・蕾）[9]
- キンレンカ[10]
- キンモクセイ[11]